# Remington Modelo 8
El Remington Modelo 8 es un fusil semiautomático diseñado por John Moses Browning y producido por Remington Arms en 1905, como el Fusil Autocargable Remington, aunque su nombre fue cambiado al que lleva en 1911.

## Historia
El 16 de octubre de 1900, John Moses Browning obtuvo la Patente USPTO n.º 659,786 para su fusil, que después la vendió a la Remington Arms. En el extranjero, este fusil fue fabricado en Bélgica por la Fabrique Nationale de Lieja.
Según el acuerdo entre Remington Arms y FN, el Modelo 8 sería vendido en Estados Unidos y el FN Modelo 1900 sería vendido en cualquier otro país. A pesar de tener un mercado más grande, el FN Modelo 1900 fue principalmente vendido a cazadores en Europa Occidental y Canadá. A causa del nuevo sistema del fusil semiautomático, el FN Modelo 1900 nunca tuvo el mismo nivel de ventas que el Remington Modelo 8. Cameron Woodall postula que esto probablemente se debió a la dificultad de convencer a los cazadores europeos para comprar un costoso fusil que tenía un mecanismo novedoso para la época. Debido a las reducidas ventas, solamente se produjeron 4.913 fusiles FN Modelo 1900 en comparación a los más de 80.000 fusiles Remington Modelo 8.

## Diseño y características
El Remington Modelo 8 fue el primer fusil semiautomático comercialmente exitoso en el mercado estadounidense de armas de fuego civiles.
Es accionado por retroceso largo y el cabezal de su cerrojo es rotativo. Después de disparar, el cañón y el cerrojo (ambos unidos) retroceden dentro del cajón de mecanismos y comprimen dos muelles recuperadores. Entonces el cerrojo es momentáneamente retenido mientras que el cañón retorna a su posición impulsado por uno de los muelles recuperadores, permitiendo la extracción y eyección del casquillo vacío de la recámara. Una vez que el cañón ha vuelto a su posición, el cerrojo avanza impulsado por el segundo muelle recuperador, tomando un nuevo cartucho del cargador e introduciéndolo en la recámara. Tiene un cargador externo fijo con capacidad para 5 cartuchos, así como un retén del cerrojo que lo mantiene abierto después de disparar el último cartucho. Es un diseño desmontable, en el cual el cañón y el cajón de mecanismos se separan fácilmente sin necesidad de herramientas, permitiéndole transportarlo en un maletín más pequeño.
Remington Arms creó cuatro nuevos cartuchos para el Modelo 8: .25 Remington, .30 Remington, .32 Remington y .35 Remington. Todos ellos son cartuchos sin pestaña, para facilitar su uso desde cargadores. El Modelo 8 era ofertado con 5 tipos de acabado (Standard, Special, Peerless, Expert y Premier) y fue el primer fusil semiautomático fiable en ser comercializado (1906).

## Empleo
El principal mercado para el Modelo 8 fueron los cazadores. También fue empleado por diversas agencias policiales, modificado para emplear cargadores extraíbles de mayor capacidad, además de otros cambios. Aunque fue empleado en forma limitada durante la Primera Guerra Mundial, fue empleado por la Aeronáutica Militar francesa en cantidades muy pequeñas. Fue el fusil predilecto del conocido Ranger de Texas Frank Hamer. El fusil de Hamer era un Modelo 8 de calibre 9,1 mm, personalizado con un cargador extraíble de 15 cartuchos hecho bajo pedido por la armería Petmeckey's Sporting Goods de Austin, Texas. Su número de serie era 10045 y fue uno de los dos Remington Modelo 8 empleados en la emboscada a Clyde Barrow y Bonnie Parker. El fusil fue modificado para emplear un cargador "policial" de 20 cartuchos obtenido a través de la Peace Officers Equipment Company de Saint Joseph, Misuri.

## Variantes

### Remington Modelo 81Woodsmaster
En 1936, la Remington Arms cesó la producción del Modelo 8 e introdujo el Remington Modelo 81 Woodsmaster con mejoras hechas por C. C. Loomis. El Modelo 81 fue ofertado para el cartucho .300 Savage y la producción de fusiles calibrados para el .25 Remington cesó después que unos cuantos Modelo 81 fueron fabricados para disparar este cartucho. También estuvo disponible con los acabados Standard (81A), Special (81B), Peerless (81D), Expert (81E) y Premier (81F). El FBI compró algunos fusiles Modelo 81 calibrados para el .35 Remington en respuesta a la masacre de Kansas City de 1933. La producción del Remington Modelo 81 cesó en 1950.